# 이현보
이현보(李賢輔, 1467년 8월 28일(음력 7월 29일)~ 1555년 7월 1일(음력 6월 13일))는 조선 연산군, 중종 때의 문신이며 학자이다. 자는 비중, 호는 농암(聾巖)·설빈옹(雪賓翁), 본관은 영천(永川)이다. 시호는 효절(孝節)이다.

## 생애
이흠(李欽)의 아들로 안동 도산 분천리에서 태어났다.
1498년 (연산군 4)식년문과에 급제한 뒤 32세에 벼슬길에 올라 예문관검열·춘추관기사관·예문관봉교 등을 거쳐, 1504년(연산군 10) 38세 때 사간원정언이 됐다.
이때에 서연관의 비행을 탄핵했다가 안동에 유배됐으나 중종반정으로 지평에 복직된다.
밀양부사·안동부사·충주목사를 지냈고, 1523년(중종 18)에는 성주목사로 선정을 베풀어 표리(表裏)를 하사받았다.
이후 병조참지·동부승지·부제학 등을 거쳐 대구부윤·경주부윤·경상도관찰사·형조참판·호조참판을 지냈다.
1542년(중종 37) 76세 때 지중추부사에 제수되었으나 7월, 병을 핑계로 벼슬을 그만두고 낙향하였다.
농암이 고향으로 돌아가려 할 때 조선 중종 임금과 주위 사람들이 만류하였으나 소매를 뿌리쳐 거절하였고
고향으로 돌아가기 위해 강가에서 배를 탈 때 배에는 오직 화분(花盆) 몇 개와 바둑판 하나뿐이었다고 한다.
고향으로 돌아와서는 전사옹(田舍翁)으로 자처하며 집 앞 시냇가에 배를 띄우고 자연을 벗삼아 유유자적하니 사람들이 농암을
신선으로 여겼다.
특히 농암은 송재 이우를 비롯하여 그 조카 퇴계 이황과도 대를 이어가며 친분을 두텁게 하였다.
농암의 벼슬은 비록 참판에 그쳤으나 품계는 조선 명종 치세때인 1549년에 숭정대부(崇政大夫)에 이르렀다.
명종실록이현보의 졸기에서는 만년의 지조가 완전하여 으뜸으로 친다고 하였다.
효성이 지극하여 노나라 래자에 비견되었고 1519년 안동부사 재직당시 중양절에 화산양로연(花山養老宴)을 열어 부모님을 포함한
고을의 80이상 노인들을 초대해 때때옷을 입고 춤을 추어 부모님을 즐겁게 하였다.
그는 특히 문장에 뛰어나 자연을 노래한 시조가 많이 있는데, 10장으로 전하던 <어부가>를 그가 5장으로 고쳐 지은 것이 <청구영언>에 실려 있다. <효빈가(效嚬歌)> <농악가> <농암가(聾巖歌)> 등이 그의 저서인 <농암(聾巖)문집>에 수록되어 있다.

## 가족 관계
- 고조부 : 이헌(李軒) - 고려말에 군기감소윤을 지냈다. 영천이씨 소윤공파의 파조이다.
- 증조부 : 이파(李坡)
- 조부 : 이효손(李孝孫)
  - 아버지 : 이흠(李欽)
  - 어머니 : 안동 권씨, 권겸의 딸
    - 부인 : 안동 권씨, 권효성의 딸
      - 장남 : 이석량(李碩樑)
      - 차남 : 이문량(李文樑)
      - 삼남 : 이희량(李希樑)
      - 사남 : 이중량(李仲樑)
      - 오남 : 이계량(李季樑)
      - 육남 : 이숙량(李叔樑)

후손도 있다.

## 관련 작품

### 어부사
중종 때 이현보는 연시조인 어부단가(漁父短歌)를 지었는데, 이는 고려 때부터 전해 오던 어부 단가 10수를 고쳐 지은 것이다. 모두 5장으로 내용은 어부의 생활을 읊은 것이며 본래의 어부 단가 10수는 전하지 않는다. 그 가사가<청구영언><해동가요>에 전해 온다.
- 주제: 강호 한정(江湖 閑情). 자연에 은거하는 어부의 생활
- 해제: 자연을 벗하며 고기잡이를 하는 한가한 삶을 노래하고 있다. 그러나 이 작품에 등장하는 어부는 "가어옹(假漁翁)"으로, 실제 고기잡이를 생업으로 하는 어부와는 성격이 다르다. "가어옹"이란 속세를 떠나 강호에서 낚시하면서 시나 읊고 술잔을 기울이던 양반을 이르는 말로, 작품에서도 실제 어부의 삶이 구체적으로 나타나기보다는 "천심녹수(千尋錄水)", "만첩청산(萬疊靑山)"과 같이 상투적인 용어를 구사하여 관념적으로 어부의 생활을 그리고 있다. 그러므로 이 작품에서의 어부의 삶이란 곧 자연 속에서의 은둔 생활을 의미한다고 할 수 있다. 그러나 제5수의 초장과 중장에서 볼 수 있듯이 세상에 대한 관심을 완전히 끊지는 못하고 있다.

## 저서
- 농암문집

## 문화재
- 이현보 초상 - 보물 제872호
- 농암각자 - 경상북도의 유형문화재 제43호
- 농암 영정 후사본 및 금서대 - 경상북도 유형문화재 제63호

## 드라마
- 《인수대비》 (JTBC, 2011년~2012년 배우:한동환)

## 갤러리

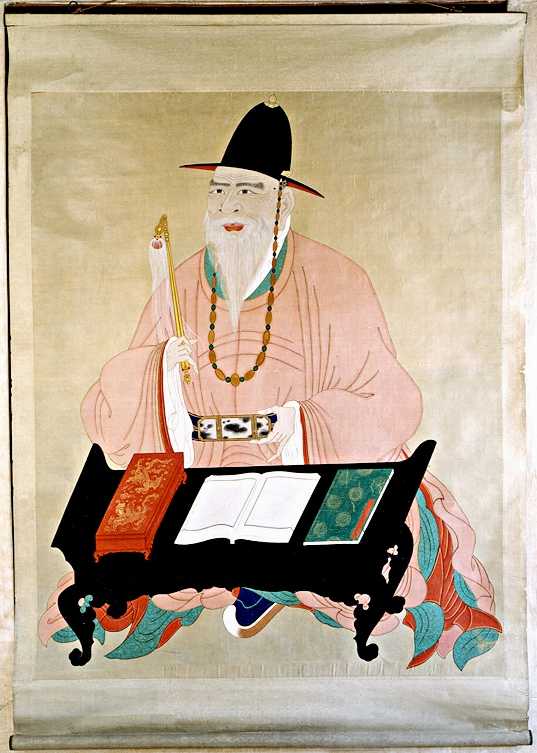
농암 영정 후사본